# Кустова Сторожка
Кустова Сторожка — опустевший населенный пункт в Калининском районе Тверской области. Входит в состав Никулинского сельского поселения.

## География
Находится в юго-восточной части Тверской области на расстоянии приблизительно 8 км на запад-юго-запад по прямой от города Тверь.

## История
Населенный пункт был отмечен ещё на карте 1980 года как лесничество. Ныне представляет собой заброшенный военный объект.

## Население
Численность населения не была учтена как в 2002 году, так и в 2010.